# ディフィートデバイス
ディフィートデバイス（英語: Defeat device）とは、内燃機関を有する自動車において、排気ガス検査の時だけ有害な排出物質を減らす装置を指す。日本では2013年（平成25年）より、3.5t以上のディーゼル自動車の搭載に対して違法となり、2017年（平成29年）9月1日より、アメリカ合衆国および欧州連合と同様に、条件無しで全て違法となった。
製品にあらかじめ搭載された以外に、有害な排出物質を増やす後付け装置もまた、ディフィートデバイスと呼ばれる。また対象は、必ずしもハードウェアによるものとは限らず、ソフトウェアによって、同種の制御を行うものも含まれる。

## 概要
多くの場合、自動車から排出される有害物質の量は、燃費、出力、排出抑制装置の寿命などとのトレードオフの関係にある。特にディーゼル自動車においては、酸素過多の状態（リーンバーン）で動作する特質上、光化学スモッグなど健康被害につながる窒素酸化物(NOx)の排出が多いという本質的問題がある。
この問題を解決するため、様々な浄化装置（触媒など）が車両に備えられる。しかし浄化装置は寿命や燃費悪化の背反が生じる。したがって、排出ガス試験の時だけ浄化装置をフル稼働させることで、有害物質排出量以外の車の特性を向上させることができる。
多くの国家では、有害物質規制のため車種ごとに試験が課されている。長年にわたり複数車種を同一条件で公正に試験する必要上、室内でシャーシダイナモに載せて一定走行条件で試験することが一般的である。また、自動車に搭載して実走行時の排出ガスを測定できるポータブル測定装置の未熟により、実走行時の試験は限定的であった。
ディフィートデバイスは、シャーシダイナモの試験パターン、室内の気温などから走行試験状態であることを検知し、自動的に浄化装置をフル稼働することで環境基準を達成する。試験以外の通常走行では、浄化装置を部分的な稼働に留めることで、環境基準は違反しながらも燃費特性が改善されるため、ビジネスにとっては都合が良い。しかし、ディフィートデバイスは、公害を防止するための環境基準を無効化する脱法行為とみなされ、多くの国で利用が禁止されている。
機械式噴射ポンプの採用されているエンジンでは、メーカー出荷段階で調整されている噴射量調整ネジの封印を破り、意図的に噴射量を増大して出力を向上させる改造がユーザーレベルで行われていたことがあった。出力向上と引き換えに黒煙が増えたため、市中の交通取締に於いても摘発の対象となっていたが、車両自体の電子制御化・直噴化・コモンレール化で改造自体廃れていった。

## 事例

### いすゞ自動車
2011年に東京都庁が、日本の主だったディーゼルトラックの排出ガスについて実態調査を行っていたところ、いすゞ自動車の「フォワード」4車種について「ディフィートデバイスを使用している可能性が高い」ことが判明したため、同社にリコールを求めた。同社は「規制逃れの意図はない」と反論したものの、最終的にリコールに同意し、886台について改修を行っている。
2011年当時、日本においてディフィートデバイスの使用は禁止されていなかったが、この一件が契機となり、同年9月に日本自動車工業会が自主規制として「ディフィートデバイス禁止の設計ガイドライン」を制定したほか、2012年3月には国土交通省・環境省の合同検討会でディフィートデバイスを法的に禁止する方針が出された。
2012年5月に行われた、環境省の自動車排出ガス専門委員会でも、本件がディフィートデバイスの事例として取り上げられ、最終的に2013年に道路運送車両の保安基準の細目を定める告示が改正されたことで、大型自動車についてディフィートデバイスの使用禁止が明示された。

### フォルクスワーゲン
2015年9月、フォルクスワーゲンの全世界1,100万台に及ぶディーゼル自動車に「ディフィートデバイス」が搭載され、実走行時の有害排出物質は、アメリカ合衆国環境保護庁における環境基準の40倍にも及ぶことが明らかになった(フォルクスワーゲン#排出ガス規制不正問題)。この不祥事は、史上最大のディフィートデバイス関連事件となった。
日本でもこれを受けて、2017年（平成29年）9月20日に、道路運送車両の保安基準の細目を定める告示を再度改正、2015年（平成27年）11月20日に遡り、乗用車については、燃油の種別や積載量・排気量を問わず、全ての車種でディフィートデバイス使用禁止（保安基準不適合）になった。

## 参照
1. ↑  “「道路運送車両の保安基準の細目を定める告示」等の一部改正について ～オフサイクル状態における排出ガス成分を著しく悪化させる原動機制御を禁止します。～”.   国土交通省自動車局環境政策課 (2013年10月1日). 2015年9月27日閲覧。
2. ↑  熊野 信一郎 (2015年9月25日). “日本ではVWディーゼル車は“無罪”？ 複雑化する技術と規制が生んだ産業史上最大のスキャンダル”.   日経BP. 2015年9月27日閲覧。
3. ↑  “車の不正ソフト、日本も規制へ VW排ガス問題で前倒し”.   朝日新聞 (2015年9月29日). 2015年9月29日時点のオリジナルよりアーカイブ。2015年9月29日閲覧。
4. ↑  40 C.F.R. 1033.115
5. ↑  40 C.F.R. 86.004-2
6. ↑  FAQ - Air pollutant emissions standards European Commission,  25 September 2015. Quote: Article 5 (2) of Euro 6 Regulation 715/2007/EC prohibits the use of defeat devices. Article 3(10) defines defeat device as any element of design which senses temperature, vehicle speed, engine speed (RPM), transmission gear, manifold vacuum or any other parameter for the purpose of activating, modulating, delaying or deactivating the operation of any part of the emission control system, that reduces the effectiveness of the emission control system under conditions which may reasonably be expected to be encountered in normal vehicle operation and use.
7. ↑  REGULATION (EC) No 715/2007 OF THE EUROPEAN PARLIAMENT AND OF THE COUNCIL of 20 June 2007. Articles 3, 5, 13 on pages 5-9
8. 1 2  ガソリンエンジン車も対象、日本でディフィートデバイス禁止が明確になった！ - Carview・2017年9月21日
9. 1 2 3  ＜VW不正＞日本でもあった!「NOx規制逃れ」 - 毎日新聞経済プレミア・2015年9月30日
10. 1 2  オフサイクルにおける排出ガス低減対策検討会とりまとめ - オフサイクルにおける排出ガス低減対策検討会・2012年3月30日
11. ↑  中央環境審議会大気環境部会 自動車排出ガス専門委員会（第50回）会議録 - 環境省
12. ↑  ディーゼル自動車の排出ガス対策に関する検討・取組状況（交通安全環境研究所講演資料）p.8